# Fjell-Ljom
Fjell-Ljom är en norsk veckotidning som kommer ut varje torsdag i Røros i Trøndelag fylke. Föregångaren till Fjell-Ljom Fjeldposten – Søndre Trondhjems amtstidende kom ut första gången 1868. I januari 1886 kom Fjell-Ljom ut för första gången. 1979 gick tidningen i konkurs efter att ha förlorat i konkurrensen med Arbeidets Rett. Tack vare lokalt intresse återupptogs verksamheten 1993.
Fjell-Ljom hade 2020 en upplaga på ca 2 500 exemplar.
Sedan 2019 finns Fjell-Ljom också som webbtidning.